# Ludy bałtycko-fińskie

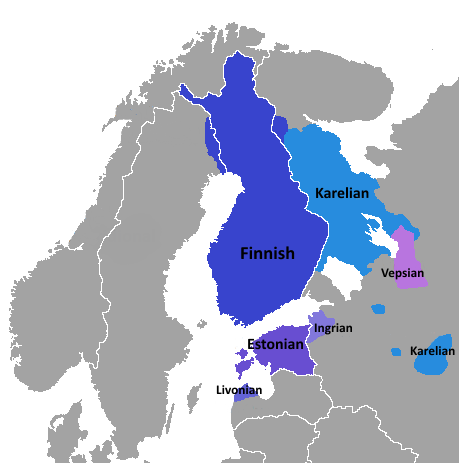
Języki bałtycko-fińskie obecnie

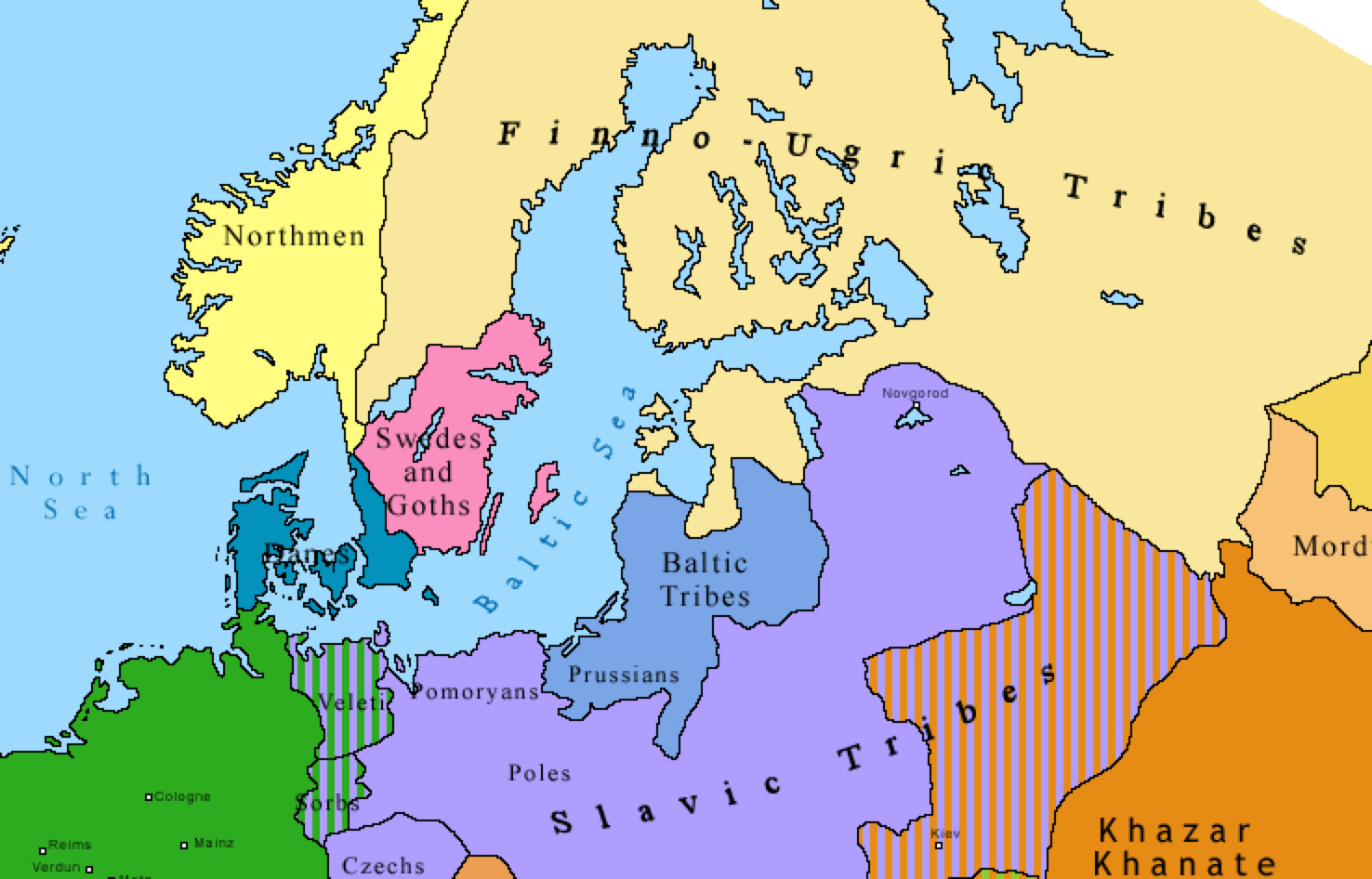
Północna Europa na początku IX wieku

Ludy bałtycko-fińskie – grupa ludów wspólnego pochodzenia, posługujących się językami bałtycko-fińskiej grupy ugrofińskiej gałęzi uralskiej rodziny języków. Jest to druga co do liczebności grupa ludów uralskich, skupiająca dwie duże narodowości (Finowie 7,0 mln i Estończycy 1,1 mln) oraz kilka nielicznych ludów o charakterze reliktowym (Karelowie, Wepsowie, Liwowie, Iżorowie i Wotowie). W stosunku do pozostałych ludów uralskich ludy bałtycko-fińskie wykazują stosunkowo dużo wspólnych cech antropologicznych, kulturowych i językowych. Wspólnym elementem kulturowym jest bogate pieśniarstwo, którego tematyka składa się na legendarne dzieje tych ludów (por. Kalevala). 
Ludy bałtycko-fińskie zamieszkują obszary nad północno-wschodnim Bałtykiem, łącznie z międzymorzem bałtycko-białomorskim, oraz kilka izolowanych obszarów na Nizinie Wschodnioeuropejskiej. Finowie i Estończycy zamieszkują własne państwa, Karelowie Karelię, będącą podmiotem Federacji Rosyjskiej (ale stanowią w niej zaledwie 9,2% ludności), pozostałe ludy bałtycko-fińskie nie mają form państwowości (por. Wepska Gmina Narodowa). Grupą o niewykształconej tożsamości narodowej, choć z pewnością o bałtycko-fińskich korzeniach, jest lud Setu na pograniczu Estonii i Rosji. 
Klasyczne ujęcie dziejów ludów bałtycko-fińskich głosi, że ludy te wyodrębniły się w I tysiącleciu p.n.e. jako skrajna zachodnia część wspólnoty Finów bałtycko-wołżańskich. Zamieszkiwały wówczas północno-zachodnią część Niziny Wschodnioeuropejskiej, mniej więcej od Zatoki Ryskiej i Fińskiej po górną Wołgę. Największym skupiskiem tych ludów była dzisiejsza Estonia oraz tereny na południe od jezior Ładoga i Onega. Migrując na zachód przesmykiem między tymi jeziorami i na północ przez Zatokę Fińską w okresie od I do VIII wieku n.e. ludy bałtycko-fińskie zasiedliły tereny dzisiejszej Finlandii, wypierając na północ autochtonicznych Lapończyków i zlewając się w jednolity naród fiński. Mimo wielowiekowej podległości obcym narodowo mocarstwom – Szwecji i Rosji – Finowie i Estończycy oraz w pewnej mierze Karelowie ochronili swój stan posiadania. Natomiast pozostałe ludy bałtycko-fińskie uległy postępującej od połowy I tysiąclecia n.e. kolonizacji słowiańskiej i są dziś wymierające. 
Ostatnie (od 1980) badania antropologiczne i genetyczne wydają się podważać tradycyjny obraz dziejów ludów bałtycko-fińskich, oparty na założeniu migracji ludów uralskich z Uralu na zachód. Ustalono, że Finowie bałtyccy pod względem genetycznym i antropologicznym są o wiele bliżej spokrewnieni z ludami środkowej i północnej Europy, szczególnie z ludami bałtyckimi, niż ze swymi najbliższymi pobratymcami językowymi – ludami wołżańsko-fińskimi. Możliwe, że przodkowie ludów bałtycko-fińskich zamieszkiwali tereny nad Bałtykiem nawet od 10 000 lat, co czyniłoby ich tutaj ludem autochtonicznym. Istnieje również możliwość, że napływowa ludność ugrofińska zasymilowała pierwotną ludność staroeuropejską, narzucając jej język i kulturę, a przejmując typ antropologiczny. 
W każdym razie ludy bałtycko-fińskie są wspominane w swych dzisiejszych siedzibach już w źródłach starożytnych – przez Tacyta, Klaudiusza Ptolemeusza i Jordanesa (por. Estowie, Finowie). Źródła nowożytne, skandynawskie i ruskie zaczynają rozróżniać poszczególne ludy (por. Czudź).